# Panoploscelis angusticauda
Panoploscelis angusticauda är en insektsart som beskrevs av Max Beier 1950. Panoploscelis angusticauda ingår i släktet Panoploscelis och familjen vårtbitare. Inga underarter finns listade i Catalogue of Life.